# Rob Flockhart
Robert Walter Flockhart (Sicamous, Brit Columbia, 1956. február 6. – 2021. január 3.) kanadai profi jégkorongozó.

## Pályafutása
Junior karrierjét a WCHL-es Kamloops Chiefsben kezdte 1973–1974-ben és ebben a csapatban 1976-ig játszott. Az 1975-ös U20-as világbajnokságon (még nem hivatalos világbajnokság volt) képviselte hazáját. Az 1976-os NHL-amatőr drafton a Vancouver Canucks választotta ki a harmadik kör 44. helyén. Az 1976-os WHA-amatőr drafton szintén kiválasztották őt. Ekkor a Cleveland Crusaders tette ezt a hatodik kör 63. helyén.
Felnőtt pályafutását a CHL-es Tulsa Oilersben kezdte 1976-ban és jó játékának köszönhetően a Canucks felhívta őt az NHL-be öt mérkőzésre. A következő szezonban már 24 mérkőzésen léphetett jégre az NHL-ben. 1978–1979-ben átkerült a CHL-es Dallas Black Hawksba de a Vancouver 14 mérkőzésnyi játékot ismét biztosított neki a legfelső ligában. A következő szezonban a CHL-es Oklahoma City Stars és az NHL-es Minnesota North Starsban játszott. 1980–1981-ben már csak két mérkőzésen léphetett jégre az NHL-ben a North Starsben és ezután soha többet. A következő szezont a CHL-es Nashville South Starsban töltötte. 1982–1983-ban az AHL-es Springfield Indiansban játszott. A következő idényben leköldték az IHL-es Toledo Goaldiggersbe.
Az utolsó idényében már csak 14 mérkőzést játszott az AHL-es New Haven Nighthawksban és a Springfield Indiansban.
Sérülések miatt vonult vissza.

## Díjai
- Adams-kupa: 1979
- Junior világbajnoki ezüstérem: 1975
- CHL Első All-Star Csapat: 1980